# Maurizio Serra
Pour les articles homonymes, voir Serra.
Maurizio Serra est un écrivain, historien et diplomate italien né le 3 juin 1955 à Londres. Il a été élu à l'Académie française en 2020, premier Italien à entrer sous la Coupole.

## Biographie
Maurizio Serra est issu d'une famille originaire d'Émilie et de Vénétie. Son père, Enrico Serra, a occupé les fonctions de chef du service d'histoire et de documentation du Ministère des Affaires étrangères (Servizio Storico e Documentazione) de 1972 à 1992. Maurizio Serra est né à Londres le 3 juin 1955. Il commence sa scolarité en France, puis la poursuit au lycée Chateaubriand de Rome. Il est diplômé summa cum laude (mention très bien) de l'université « La Sapienza » de Rome, avec un mémoire de maîtrise sur la politique culturelle du régime de Vichy, dont il tirera plus tard son premier livre, Una cultura dell'autorità. La Francia di Vichy (1980) préfacé par le grand historien Renzo de Felice (1929-1996), spécialiste du fascisme.
Entré dans la carrière diplomatique à l'âge de 23 ans, il est en poste à Berlin, à Moscou, puis, de 1991 à 1997 à l'ambassade d'Italie au Royaume-Uni, au poste de premier conseiller. Directeur-adjoint pour l'Italie de la Banque européenne pour la reconstruction et le développement (BERD), il revient ensuite à Rome où il est nommé Ministre Plénipotentiaire et Directeur de l'Institut diplomatique du ministère. Il enseigne également l'histoire des relations internationales à l'université LUISS de Rome (Libera Università Internazionale degli Studi Sociali) et à l'I.M.T School for Advanced Studies de Lucques. De 2010 à 2013, il est ambassadeur, délégué permanent de l'Italie auprès de l'UNESCO à Paris. De 2013 à 2018, il exerce les mêmes fonctions auprès de l'ONU à Genève. Il est actuellement chargé de mission pour le développement de la politique culturelle de l’Italie à l’étranger.
Maurizio Serra a mené, dès les années 1980, parallèlement à sa carrière diplomatique une activité éditoriale, signant des essais et biographies, pour la plupart consacrés à des problématiques ou des personnalités politiques et littéraires de l'entre-deux guerres. Publiant d'abord en Italie, il est édité ensuite en France, avec des ouvrages rédigés directement en français. Il accède à la notoriété avec son livre sur les destins croisés de Drieu la Rochelle, Aragon et Malraux, Les frères séparés : Drieu La Rochelle, Aragon et Malraux face à l'histoire (La Table Ronde, 2009). Ses grandes biographies sur Curzio Malaparte (Prix Goncourt de la biographie, 2011), Italo Svevo (2013) et D'Annunzio (2018) font également date. En 2021, il publie un livre original sur Benito Mussolini, Le mystère Mussolini  (Perrin) écartant l’approche chronologique au profit d'un examen thématique de la vie et de la carrière du dictateur.
Maurizio Serra a été élu en juin 2008 correspondant de l'Académie des sciences morales et politiques au deuxième fauteuil de la section générale en remplacement de Jean-François Gravier. Le 9 janvier 2020, il est élu à l'Académie française au fauteuil de Simone Veil,, premier Italien à entrer sous la Coupole depuis la création de l'Académie en 1635. Il est reçu officiellement sous la Coupole de l'Institut de France par Xavier Darcos le 31 mars 2022.

## Publications[8]

### Publications en France
- Le Passager du siècle. Guerres, révolutions, Europes, avec François Fejtö, Paris, Éditions Hachette, 1999, 373 p.  (ISBN 2-01-235383-5)
- Les Frères séparés. Drieu La Rochelle, Aragon, Malraux face à l'histoire , [« Fratelli separati : Drieu-Aragon-Malraux : il fascista, il comunista, l'avventuriero »], trad. de Carole Cavallera, Paris, La Table Ronde, 2008, 319 p.
- Marinetti et la révolution futuriste, trad. de Carole Cavallera, Paris, Éditions de L'Herne, coll. « Carnets de l'Herne », 2008, 115 p.  (ISBN 978-2-85197-881-3)[9]
- Malaparte, vies et légendes, Paris, Éditions Grasset et Fasquelle, 2011, 634 p.  (ISBN 978-2-246-75281-3)[10],[11]
- Malaparte, vies et légendes, édition revue et augmentée, Paris, Éditions Perrin, coll. « Tempus », 2012, 797 p.  (ISBN 978-2-262-03753-6)
- Italo Svevo ou l'antivie, Paris, Éditions Grasset et Fasquelle, 2013, 400 p.  (ISBN 978-2-246-78736-5)
- Une génération perdue. Les Poètes-guerriers dans l'Europe des années 1930, trad. de Carole Cavallera, Paris, Éditions du Seuil, 2015, 360 p.  (ISBN 978-2-02-117011-5)
- D'Annunzio le magnifique, Paris, Éditions Grasset et Fasquelle, 2018, 697 p.  (ISBN 978-2-246-80662-2)
- Amours diplomatiques, Paris, Éditions Grasset et Fasquelle, 2020, 320 p.  (ISBN 978-2-246-81801-4)
- Le mystère Mussolini, Perrin, 2021, 500 p.  (ISBN 978-2-262-08171-3)[12],[13],[14]
- Visiteur, Grasset, Paris, 2023,  (ISBN 978-2246832621).
- Munich 1938: la paix impossible, Éditions Perrin, Paris, 2024  (ISBN 9782262099770).

### Publications en Italie
- Una cultura dell'autorità. La Francia di Vichy, Collana Biblioteca di Cultura moderna, Bari, Laterza, 1980,  (ISBN 978-88-420-1682-3).
- L'esteta armato. Il Poeta-Condottiero nell'Europa degli anni Trenta, Bologna, Il Mulino, 1990. - Nuova edizione riveduta e ampliata, La Finestra Editrice, 2015,  (ISBN 9788895925547)
- La ferita della modernità. Intellettuali, totalitarismo e immagine del nemico, Collana Saggi n.393, Bologna, Il Mulino, 1992,  (ISBN 978-88-150-3680-3).
- Al di là della decadenza. La rivolta dei moderni contro l'idea della fine, Collana Saggi, Bologna, Il Mulino, 1994,  (ISBN 978-88-150-4676-5).
- François Fejtő-M. Serra, Il passeggero del secolo. Guerre, Rivoluzioni, Europe (Le Passager du siècle, 1999), traduzione di Aridea Fezzi Price, Collana La Nuova Diagonale, Palermo, Sellerio, 2001, (ISBN 978-88-389-1677-9).
- L'inquilino del Quai d'Orsay, Collana La Nuova Diagonale, Palermo, Sellerio, 2002,  (ISBN 978-88-389-1771-4).
- Dopo la caduta. Episodi del Novecento, Collana Transizioni, Ideazione, 2004,  (ISBN 978-88-888-0037-0).
- Fratelli separati. Drieu, Aragon, Malraux, a cura di M. Cabona, S. Pallaga, M. Grillo, Collana Solitudini, Edizioni Settecolori, 2007,  (ISBN 978-88-902-3670-9).
- Guido Piovene. Il diavolo e l'acquasanta, Collana Luoghi, Liaison, 2009,  (ISBN 978-88-955-8608-3).
- Malaparte. Vite e leggende (Malaparte, vies et légendes, 2011; ed. riveduta e aumentata, 2012), traduzione di Alberto Folin, Collana I nodi, Venezia, Marsilio, 2012,  (ISBN 978-88-317-1332-0).
- Antivita di Italo Svevo, Collana Biblioteca, Torino, Nino Aragno Editore, 2017,  (ISBN 978-88-841-9928-7).
- L'Imaginifico. Vita di Gabriele D'Annunzio, Collana I narratori delle tavole, Neri Pozza, 2019,  (ISBN 978-88-545-1794-3).
- Amori diplomatici. Un romanzo in tre movimenti, Venezia, Marsilio, 2021,  (ISBN 978-88-297-0794-2).
- Il caso Mussolini, Collana I colibrì, Vicenza, Neri Pozza, 2021,  (ISBN 978-88-545-2312-8).

## Prix
- 2000 : Prix des Ambassadeurs avec François Fejtö pour leur ouvrage Le passager du siècle
- 2008 : Prix du Rayonnement de la langue et de la littérature française pour Les frères séparés: Drieu La Rochelle, Aragon et Malraux face à l'histoire
- 2011 : Prix Casanova et Prix Goncourt de la biographie pour Malaparte, vies et légendes
- 2018 : Prix de la Fondation Prince Pierre de Monaco pour l'ensemble de son œuvre
- 2018 : Prix Chateaubriand pour D'annunzio le magnifique
- 2019 : Prix de l'Académie des Littératures pour D'annunzio le magnifique
- 2020 : Prix international Viareggio-Versilia pour l'ensemble de son œuvre
- 2021 : Grand Prix de la Biographie politique (Salon du livre du Touquet) pour Le mystère Mussolini[15]